# Greinbach
Greinbach är en kommun i distriktet Hartberg-Fürstenfeld i förbundslandet Steiermark i Österrike.
Kommunen består av tre orter (Ortschaften) (inom parentes invånarantal 1 januari 2024):
- Penzendorf (954)
- Staudach (843)
- Wolfgrub (87)